# قبلية اداوكايس
منطقة داوكايس، تقع قبيلة إداوكايس، بالمغرب، التابعة إداريا لجماعة تنزرت قيادة سيدي عبد الله أوموسى دائرة أولاد برحيل إقليم تارودانت بالجهة الشرقية لمدينة تارودانت وعلى ضفاف وادي سوس.
تبعد عن تارودانت بحوالي 55 كلم وعن مدينة أولاد برحيل ب 12 كلم مرورا بنفوذ جماعة إكودار المنابهة، وبلدية أولاد برحيل.
تحيط بها جماعات إكودار – المهارة – سيدي واعزيز – الفايض وبلدية أولاد برحيل, تقدر مساحتها الإجمالية ب 1500 هكتار وسكانها ب 1600 نسمة قرويون يتكلمون الأمازيغية باستثناء البعض منهم الذين رحلوا إليها ويمزجون بين تشلحيت والدارجة المغربية بشكل تلقائي.
تتكون هذه القبيلة من 5 دواوير وهي دواوير أيت داود – أيت بعمر –أيت احيا – أيت بومسعود أيت حامد وبعض الدواوير الصغيرة المنبثقة عن الدواوير الخمسة الأصلية وهي دوار افنغا المنبثق عن دوار أيت داود – دوار أيت لحسن المنبثق عن دوار أيت بومسعود ودوار تفرضين المنبثق عن دوار أيت حامد. أكبر هذه الدواوير مساحة وسكانا دوار أيت داود الذي يجاور المعبد اليهودي الموجود بأغزو. يليه دوار أيت إحيا ثم أيت بعمر وأيت بومسعود وأيت حامد هذا الدوار هو أصغر الدواوير المكونة لهذه القبيلة.
مناخ هذه المنطقة معتدل عموما في فصل الربيع وبارد في الشتاء وحار في الصيف.
تقع القبيلة على سهل بين هضبة تنزرت ووادي المداد تربتها من الترس. يعتمد سكانها في كسب قوتهم اليومي على الفلاحة وبعض المهن الأخرى معظمها خدماتي. تمارس الفلاحة البسيطة بهده القبيلة بالأراضي والحقول المسقية والبوري. وأهم ما ينتجونه الخضر وألبذور كالقمح والشعير والذرة وذلك باستعمال مياه العيون سابقا وقد قل نضبها ومياه البئر التابعة لجمعيات السقي ازركان والزيتونة. كما تم تطوير هذه الفلاحة وذلك بعد إحداث مشروع سقوي بالمنطقة من طرف المكتب الجهوي للاستثمار الفلاحي سوس ماسة. أما الأشجار التي تعرف بها هذه القبيلة فهي شجرة الزيتون التي توجد في كل مكان بها وكانت تعطي رونقا وجمالا للمنطقة إإلى جانب مياه العيون وتنتج أجود الزيوت غير أنها أصيبت بالجفاف وذلك بسبب نضب مياه العيون التي كانت تسقى بها وتم الشروع في قطعها بالترخيص وبدونه إلى أن أصبحت المنطقة عبارة عن شبه صحراء. أما الأشجار الأخرى المتوفرة بهذه المنطقة فمنها أشجار الرمان واللوز والخروب والصفصاف والتين